# Шахин, Васип
Васип Шахин (тур. Vasip Şahin; род. 1964, Байбурт) — политический деятель Турции.

## Биография
Родился в 1964 году в Байбурте. Учился в Эрзинджане. В 1985 году окончил юридический факультет Стамбульского университета.
В 1987 году поехал на один год в Великобританию на учёбу. После возвращения работал окружным губернатором в Кюре, Пютюрге, Мудурну и Кызылджахамаме.
В 2003 году был назначен советником в министерстве внутренних дел. В 2010—2012 годах являлся губернатором Дюздже. В 2012—2014 годах губернатором Малатьи. 25 сентября 2014 года был назначен губернатором Стамбула.

### Личная жизнь
Женат, трое детей.